# البطاقة الوطنية (العراق)
البطاقة الوطنية العراقية هي بطاقة بيومترية إلكترونية صادرة عن وزارة الداخلية اعتباراً من 1 كانون الثاني 2016، استبدلت محل شهادة الجنسية ووثيقة الهوية المدنية وبطاقة السكن، تتمتع البطاقة بمنصة أمنية مشددة ومتصلة مباشرة بالنظام الوطني العراقي، تستخدم للسفر داخل العراق والدول العربية.

## تاريخ
بدأ عقد المشروع في 31 أكتوبر 2013، وأصدرت أول بطاقة وطنية من 13 سبتمبر 2015، وبدأ العمل بها في جميع أقضية العراق على مدى عدة سنوات بهدف إصدار بطاقة هوية لكل مواطن عراقي.

علم العراق

## تصميم
البطاقة الوطنية الجديدة عبارة عن بطاقة آي دي-1 (بحجم بطاقة الائتمان) من البولي كربونات مزودة بشريحة تحديد الهوية، وهي مغطاة بنقوش متعددة الألوان، وجميع المعلومات الواردة فيها باللغتين العربية والكردية.

### الجانب الامامي
يظهر على الجانب الأمامي في الوسط إلى الأعلى شعار العراق، وعبارة "جمهورية العراق / وزارة الداخلية "، و"مديرية الأحوال المدنية والجوازات والاقامة"، تحتوي على المعلومات التالية:
- صورة حامل البطاقة الشخصية
- رقم التعريف الوطني (12 رقمًا عشريًا)
- رقم الوصول لشريحة RFID (9 أرقام أبجدية رقمية)
- الاسم الشخصي
- اسم الأب
- اسم الجد (الأب)
- اللقب (إن وجد)
- اسم الأم
- اسم الجد (الأم)
- جنس
- فصيلة الدم

### الجانب الخلفي
- جهة الإصدار
- تاريخ الإصدار (اليوم / الشهر / السنة)
- تاريخ النفاذ (اليوم/الشهر/السنة)
- محل الولادة (الناحية - القضاء - المحافظة)
- تاريخ الولادة (اليوم / الشهر / السنة)
- الرقم العائلي (18 رقمًا أبجديًا رقميًا )
- منطقة يمكن قراءتها آليًا

### منطقة يمكن قراءتها آليًا
صممت المنطقة وفقًا لمعيار ICAO لبطاقات الهوية المقروءة آليًا.

#### السطر الأول
| المواقف | نص                 | معنى                                                   |
| ------- | ------------------ | ------------------------------------------------------ |
| 1-2     | بطاقة تعريف        | ID                                                     |
| 3-5     | IRQ                | بلد الإصدار: IRQ                                       |
| 6-14    | أرقام أبجدية رقمية | رقم الوصول لشريحة RFID (رقمان أبجديان + 7 أرقام عشرية) |
| 15      | رقم عشري           | أرقام                                                  |
| 16-27   | رقم عشري           | الرقم الوطني (12 رقمًا عشريًا)                           |

#### السطر الثاني
| المواقف | نص          | معنى                                                                       |
| ------- | ----------- | -------------------------------------------------------------------------- |
| 1-6     | أرقام عشرية | تاريخ الميلاد (YYMMDD) (مثال: 230616) يعني سنة 2023 الشهر (06) واليوم (16) |
| 7       | رقم عشري    | تحقق من الرقم أكثر من 1-6                                                  |
| 8       | رقم أبجدي   | الجنس ( M رجل / F امرأة)                                                   |
| 9-14    | أرقام عشرية | تاريخ انتهاء الصلاحية (YYMMDD)                                             |
| 15      | رقم عشري    | تحقق من الرقم أكثر من 9-14                                                 |
| 16-18   | IRQ         | جنسية حاملها: عراقي (IRQ)                                                  |
| 30      | رقم عشري    | تحقق من رقم أكثر من 6-30 (الخط العلوي)، 1-7، 9-15، 19-29 (الخط الأوسط)     |

#### الخط الثالث
| المواقف | نص           | معنى         |
| ------- | ------------ | ------------ |
| 1-30    | أرقام أبجدية | الاسم>>اللقب |

يتم تمثيل المساحات الفارغة بـ ">".

## ميزات الأمان
تحتوي بطاقة الهوية على شريحة RFID

## التكلفة
طلب بطاقة جديدة بتكلفة 6000 دينار عراقي أي ما يعادل 4$.
| وصف                                            | يكلف         |
| ---------------------------------------------- | ------------ |
| الإصدار الأول / التجديد                        | 6،000 د. ع   |
| بدل تالف                                       | 10،000 د. ع  |
| استبدال البطاقة المفقودة للمرة الأولى          | 25،000 د. ع  |
| استبدال البطاقة المفقودة للمرة الثانية         | 50،000 د. ع  |
| استبدال البطاقة المفقودة للمرة الثالثة أو أكثر | 100،000 د. ع |
| تحديث الصورة                                   | 1،000 د. ع   |
| إجراء التصحيح أو الإضافة                       | 1،000 د. ع   |

## روابط خارجية
- الموقع الرسمي
- المديرية العامة العراقية للجنسية نسخة محفوظة 2019-01-25 على موقع واي باك مشين.